# Кронер, Йозеф
Йозеф Кронер (по-словацки Jozef Kroner, неправильно также Króner; род. 20 марта 1924 года, Сташков, Чехословакия — 12 марта 1998 года, Братислава, Словакия) — словацкий актёр. Народный артист Чехословакии (1978).

## Биография
Родился в местечке Сташков (на границе с современной Чехией и недалеко от границы с Польшей). В семье было 12 детей, семеро из которых стали актёрами. Йозеф Кронер начинал разнорабочим в Тренчине, позже стал заведующим мастерской в г.Поважска-Бистрица. Параллельно играл в любительском театре. Никогда профессионально не учился актёрскому мастерству. Старт его актёрской карьеры было положен в камерном Армейском театре в г. Мартин (1948 — 1956, до 1950 года город назывался Турчански Святы Мартин). С 1956 года и вплоть до выхода на пенсию в 1984 году Йозеф Кронер играл на Драматической сцене Словацкого национального театра в Братиславе. В кино дебютировал в 1949 году в роли мастера Йозефа в фильме словацкого режиссёра Яна Кадара «Катка». Снялся в более 50 фильмах и сериалах, таких как Кубо/Kubo (1965), Живой кнут/Živý bič (1966), Рыжая тёлка/Rysavá jalovica (1970), Розы и снег/Ruže a sneh, Запах ремесла/Vôňa remesla, Slovácko sa nesudí (1978, 1984), Свако Раган/Sváko Ragan (1975), Да здравствует дедушка/Nech žije deduško (1978), а также в оскароносном фильме режиссёров Яна Кадара и Эльмара Клоса «Магазин на площади» (1965); благодаря этой роли к Йозефу Кронеру пришло международное признание: работа Йозефа Кронера и Иды Каминской в этом фильме были отмечены на Каннском фестивале 1965 года. В 1970 году Йозеф Кронер был удостоен премии Фестиваля трудящихся ЧССР как лучший актёр. Начиная с 1973 года снимался также и в венгерских кинокартинах, в том числе в венгерском фильме режиссёра Дьюлы Маара «Конец пути». В 1982 году сыграл главную роль в фильме производства Чехословакия-ФРГ-Австрия «Тысячелетняя пчела».
О его жизни и творчестве в 1987 году режиссёр Феро Фенич снял телефильм «Пути Йозефа Кронера»/Trate Jozefa Kronera. В 1989 году Йозеф Кронер был номинантом на Премию европейской киноакадемии за лучшую мужскую роль в болгарском фильме «Ты, сущий на небесах».
Умер в 1998 году, несколько дней не дожив до своего 74-летия.
По результатам голосования словацких киножурналистов в Анкете-2000 Йозеф Кронер назван «словацким актёром XX века». Является автором книг «Актёр на удочке» (1970), «Актёр не только на удочке» (1974), «С камерой и удочкой» (1979), «Необычное завещание» (1982) и «О рыбке Уклейке» (1983). Увлечения: рыбалка и сбор грибов.
Его родной брат — актёр Людовит Кронер (1925—2000), дочь — актриса Зузана Кронерова (род. в 1952 г.), супруга — актриса Тереза Гурбанова-Кронерова (1924—1999), племянник — актёр Ян Кронер (1927—1986).
Ежегодно начиная с 2001 года Фонд Йозефа Кронера вручает Премию Йозефа Кронера.

## Звания и награды
- В 1967 году получил звание заслуженного артиста, а в 1978 году — звание народного артиста Чехословакии.
- Крест Прибины 1 класса (1 января 2018 года, посмертно)[6].

## Фильмография
- 1949: Катка/Katka (мастер Йозеф)
- 1951: Операция Б/Akce B (сапожник)
- 1953: Поле непаханое/Pole neorané (Шимон Пердёх)
- 1954: Деревянная деревня/Drevená dedina (Ондро Хлистонь)
- 1955: Кадриль/Štvorylka (портной Сасик)
- 1956: Чёрт не спит/Čert nespí (porotca, kádrovák Merinda, инженер Мартвонь)
- 1957: Последняя ведьма /Posledná bosorka (Якуб Крвай)
- 1957: Честь дворянина/Zemianska česť (Йонаш)
- 1958: Храбрый вор/Statočný zlodej (Йожко Пучик)
- 1958: Счастье приходит по воскресеньям/Šťastie príde v nedeľu
- 1960: Йергуш Лапин/Jerguš Lapin (дядя Кошалькуля)
- 1961: Покорённые реки/Pokorené rieky (Юрай Брондош).
- 1962: Всенощная/Polnočná omša (Валентин Кубиш)
- 1962/63: Яношик I—II/Jánošík I—II (отец Угорчик)
- 1965: Магазин на площади/Obchod na korze (Тоно Бртко)
- 1965: Кубо/Kubo (Кубо)
- 1966: Люди из фургонов /Lidé z maringotek (клоун Фердинанд)
- 1967: Человек, который вырос в цене/Muž, který stoupl v ceně (господин Бенда)
- 1968: Диалог 20-40-60/Dialóg 20-40-60 (старик)
- 1968: Человек, который лжёт/Muž, ktorý luže (Франц)
- 1968: Три свидетеля/Traja svedkovia (доктор Шварц)
- 1969: Тони, ты спятил?/Tony, tobě přeskočilo
- 1969: Страсть по имени Анада/Touha zvaná Anada (Koktavý)
- 1970: Господин ничего не желает/Pán si neželal nič (Цтибор)
- 1970: Рыжая тёлка/Rysavá jalovica (Адам Крот)
- 1972: Завтра будет поздно/Zajtra bude neskoro (учитель)
- 1972: Почему вицебурмистр Адам Хвойка спит дома/Prečo Adam Chvojka vicerichtár spáva doma (Адам Хвойка)
- 1973: Očovské pastorále (Cesnak)
- 1973: Путешествие в Сан-Яго/Putovanie do San Jaga (Карло)
- 1973: Конец пути/Végül [Nakoniec], режиссёр Дьюла Маар, Maďarsko (János Varga)
- 1973: Украденная принцесса/Vymenená princezná (Король)
- 1975: Пахо, гибский разбойник/Pacho, hybský zbojník (Пахо Матртай)
- 1976: Затерянная долина/Stratená dolina (Гамбош)
- 1976: Свако Раган/Sváko Ragan (Свако Раган)
- 1976: Канитель/Teketória [Okolky], режиссёр Дьюла Маар, Венгрия
- 1977: Рождественские облатки/Vianočné oblátky (Яно Предай)
- 1979: Две истории из недавнего прошлого/Két történet a félmúltból [Dva príbehy z nedávnej minulosti], новелла За кирпичной стеной/A téglafal mögött [Za tehlovou stenou], режиссёр Карой Макк, Венгрия (Ференц Боди).
- 1979: Мишо/Mišo (Мишо)
- 1981: Кошение ястребиного луга/Kosenie Jastrabej lúky (отец Мартин Гудец)
- 1981: Время останавливается/Megáll az idő [Čas sa zastaví], режиссёр Петер Готар, Венгрия (классный руководитель)
- 1981: Позавчера/Tegnap elött [Predvčerom], режиссёр Петер Бачо, Венгрия
- 1982: Глядя друг на друга/Egymásra nézve [Iný pohľad], режиссёр Карой Макк, Венгрия
- 1982: Самый большой на свете бездельник/Popolvár najväčší na svete (слуга Шаблица)
- 1982: Прелюдии пустыни/Přeludy pouště (Сиди Али)
- 1982: Соль дороже золота/Soľ nad zlato (клоун)
- 1982: Тысячелетняя пчела/Tisícročná včela (Мартин Пиханда)
- 1983: Мертвые учат живых/Mŕtvi učia živých
- 1987: Недалеко до неба/Neďaleko do neba (Шималя)
- 1987: Последняя рукопись/Posledný rukopis [Az utolsó kézirat], режиссёр Карой Макк, Венгрия (Дьёрдь Ньяри)
- 1988: Охотник за сенсациями/Lovec senzací (Шнорер)
- 1988: Vlakári (дед Гомола)
- 1989: Мой друг д’Артаньян/Můj přítel d’Artagnan (Кршепелка)
- 1989: Ты, сущий на небесах/Ty, ktorý si na nebesiach [Ти, който си на небето], режиссёр Дочо Боджаков, Болгария (George Henih)
- 1990: Тень на снегу/Árnyék a havon [Tieň na snehu], режиссёр Аттила Яниш, Венгрия
- 1992: Наследство, или едрёнавошьгутентаг/Dedičstvo alebo Kurvahošigutntag (Коштял)
- 1994: Страстный поцелуй/Vášnivý bozk (Шнайдер)
- 1995: Даже смерть не берёт/…ani smrt nebere! (Мартин Янак — Щипаный)
- 1995: Секрет счастья/Tajomstvo šťastia